# Meli Valdés Sozzani
Meli Valdés Sozzani (La Plata, 1977) là một nghệ sĩ người Argentina.

## Tiểu sử
María Amelia Valdés Sozzani được sinh ra ở La Plata, tỉnh Buenos Aires, Argentina, vào năm 1977.
Cô bắt đầu vẽ tranh từ khi còn nhỏ để thực hiện triển lãm cá nhân đầu tiên của mình vào năm 1996. Tác phẩm đầu của cô bị ảnh hưởng bởi chủ nghĩa siêu thực, mặc dù bản chất rất cá nhân, đã chứng tỏ sự quan tâm đến nội dung tượng trưng, chứ không phải là mơ ước. Những khái niệm này sẽ là đặc điểm của công việc tương lai của cô ấy.
 Năm 1998, một loạt các bức tranh của cô được trưng bày tại Artexpo thành phố New York, tại Jacob K. Javits Center ở New York (Art BusinessNews Show Preview, tháng 2 năm 1998, ISSN 0273-5652). Nhân dịp đó, cô nhận được giải thưởng Nghệ sĩ Pavilion để ghi nhận tính độc đáo của tác phẩm của mình.
Các tác phẩm của cô đã được trưng bày tại Hoa Kỳ và Ý.
Năm 2006 phối hợp với nhà văn người Argentina Alejandro Córdoba Sosa, tạo ra một loạt bốn mươi hình minh họa dựa trên những câu chuyện giả tưởng flash tạo nên cuốn sách Doscientos y un cuentos en miniatura (Hai trăm và một câu chuyện thu nhỏ).
Vào năm 2013, nhân dịp kỷ niệm thứ bảy của sự ra đời của Giovanni Boccaccio đã thực hiện một loạt các bức tranh lấy cảm hứng từ Decameron.

## Phong cách
Hình tượng trong nghệ thuật của Meli Valdés Sozzani là một phương tiện để khám phá những thực tế sâu hơn đằng sau bê tông để lộ ra khung hình tinh tế ẩn đằng sau thế giới nhạy cảm. Thời gian, một chủ đề liên tục trong công việc của cô, kết quả là những hình ảnh bí ẩn của việc chuyển lời.
Bức tranh của cô cũng được đặc trưng bởi độ sáng cao và màu sắc phong phú.